# Massularia acuminata
Massularia  es un género monotípico de plantas con flores perteneciente a la familia de las rubiáceas. Incluye una sola especie: Massularia acuminata. Es nativa de África tropical.

## Descripción
Es un arbusto o árbol pequeño, que alcanza un tamaño de 1 a 9 metros de altura; la flor con tubo de la corola de color blanco verdoso en la base, y sombreado en color rosa por encima, los lóbulos de color rosa o púrpura rojizo, a menudo con los  márgenes blancos. Se encuentra en el bosque.

## Taxonomía
Massularia acuminata fue descrita por (G.Don) Bullock ex Hoyle y publicado en Check list of the Gold Coast 110, 115, en el año 1937.
Sinonimia
- Gardenia acuminata G.Don
- Randia acuminata (G.Don) Benth.
- Randia cacaocarpa Wernham[4]